# Nordmannsgrund
Der Nordmannsgrund (dänisch: Nordmandsgrund oder Nordmands Grund; nordfriesisch a Normaans Grünj) ist eine 15 Km² große Wattfläche südlich der der Insel Föhr. Es wird umgeben vom Amrumtief im Süden und der Norderaue im Osten.
Die Wattfläche hat ihren Namen von nordischen Wikingern und einem ehemaligen Hafen aus der Wikingerzeit um 1000.